# Каложицкое сельское поселение
Кало́жицкое се́льское поселе́ние — упразднённое муниципальное образование в составе Волосовского района Ленинградской области. Административный центр — посёлок Каложицы.
С 1 января 2006 года и до упразднения главой поселения и главой администрации являлась Колосова Елена Васильевна.

## Географические данные
- Расположение: западная часть Волосовского района
- Граничит:
  - на севере — с Зимитицким сельским поселением
  - на северо-востоке — с Терпилицким сельским поселением
  - на востоке — с Большеврудским сельским поселением
  - на юге — с Курским сельским поселением и Беседским сельским поселением
  - на западе и северо-западе — с Кингисеппским районом
- По территории поселения проходят автомобильные дороги:
  - А180 (E 20) «Нарва» (Санкт-Петербург — Ивангород — граница с Эстонией)
  - 41А-002 (Гатчина — Ополье)
  - 41К-187 (Пружицы — Красный Луч)
  - 41К-192 (Хотыницы — Каложицы)
- Расстояние от административного центра поселения до районного центра — 35 км[3]
- По южной границе поселения проходит железная дорога Гатчина — Ивангород

## История
Каложицкий сельсовет с центром в деревни Хотыницы в составе Волосовского района был образован 16 июня 1954 года путём объединения Беседского и Хотыницкого сельсоветов.
С 1 февраля 1963 по 12 января 1965 года после упразднения Волосовского района Каложицкий сельсовет входил в состав Кингисеппского сельского района.
По данным 1973 года в состав сельсовета включён упразднённый Молосковицкий сельсовет.
По данным 1990 года центр сельсовета перенесён в посёлок Каложицы, из состава сельсовета был вновь выделен Беседский сельсовет.
18 января 1994 года постановлением главы администрации Ленинградской области № 10 «Об изменениях административно-территориального устройства районов Ленинградской области» Каложицкий сельсовет, также как и все другие сельсоветы области, преобразован в Каложицкую волость.
1 января 2006 года в соответствии с областным Законом № 64-оз от 24 сентября 2004 года «Об установлении границ и наделении соответствующим статусом муниципального образования Волосовский муниципальный район и муниципальных образований в его составе» образовано Каложицкое сельское поселение, в его состав вошла территория бывшей Каложицкой волости.
В мае 2019 года Беседское, Каложицкое и Курское сельские поселения влились в Большеврудское сельское поселение.

## Население
| 2006  | 2010  | 2011  | 2012  | 2013  | 2014  | 2015  |
| ----- | ----- | ----- | ----- | ----- | ----- | ----- |
| 1600  | ↗1751 | ↗1752 | ↗1761 | ↗1812 | ↗1857 | ↘1841 |
| 2016  | 2017  | 2018  | 2019  |       |       |       |
| ↘1784 | ↘1759 | ↘1731 | ↗1737 |       |       |       |

## Населённые пункты
На территории поселения находились 10 населённых пунктов — 2 посёлка и 8 деревень:
| №  | Населённый пункт | Тип населённого пункта          | Население   |
| -- | ---------------- | ------------------------------- | ----------- |
| 1  | Большие Озертицы | деревня                         | ↘25 (2017)  |
| 2  | Загорицы         | деревня                         | ↘22 (2017)  |
| 3  | Каложицы         | деревня                         | ↘48 (2017)  |
| 4  | Каложицы         | посёлок, административный центр | ↗808 (2017) |
| 5  | Кудрино          | деревня                         | →0 (2017)   |
| 6  | Молосковицы      | деревня                         | ↘87 (2017)  |
| 7  | Молосковицы      | посёлок                         | ↘41 (2017)  |
| 8  | Ущевицы          | деревня                         | ↗878 (2017) |
| 9  | Хотыницы         | деревня                         | →84 (2017)  |
| 10 | Хревицы          | деревня                         | ↗25 (2017)  |

Постановлением правительства Российской Федерации от 21 декабря 1999 года № 1408 «О присвоении наименований географическим объектам и переименовании географических объектов в Ленинградской, Московской, Пермской и Тамбовской областях» новой деревне было присвоено наименование Кудрино.
28 декабря 2004 года в связи с отсутствием жителей была упразднена деревня Малые Озертицы.